# Tachyoryctes macrocephalus
Tachyoryctes macrocephalus es una especie de roedor miomorfo de la familia Spalacidae.

## Distribución geográfica
Es endémica de Etiopía, registrada sólo en la meseta sur, las montañas Bale.